# 雲海の上の旅人
『雲海の上の旅人』（うんかいのうえのたびびと、独: Der Wanderer über dem Nebelmeer, 英: Wanderer above the Sea of Fog）は、ドイツ・ロマン主義の画家カスパー・ダーヴィト・フリードリヒが1818年に描いた油彩画。ドイツ、ハンブルク美術館所蔵。

## 構成
最前面には、古ドイツ風の深緑色のコートをまとい右手に杖を持って切り立った岩の上に立つ若い男の後ろ姿が描かれている。男は髪を風にたなびかせ、厚い雲海に覆われたまぶしい風景を見つめている。中景には、男が立っている岩山とはおそらく別の岩山が、霧の中から頭を出している。渦巻く霧の中、断崖の上に生えた木々も描かれている。また、遠景には霞んだ山が描かれ、徐々に低地の草原と混じり合っている。雲海はそこから地平線の彼方へと続き、最後には空の雲と一体となって見分けがつかなくなる。ドイツの哲学者シューベルトはこの絵について次の様な感想を述べた。
「…それは飛行船の操縦士だけが見ることのできるような絵だった。彼がその乗り物に乗って厚い雲の上に飛び出し、霧のベールの切れ目から濁りなく青い空が見える高みにまで上昇したときに…」—1855年 ゴットヒルフ・ハインリヒ・フォン・シューベルト

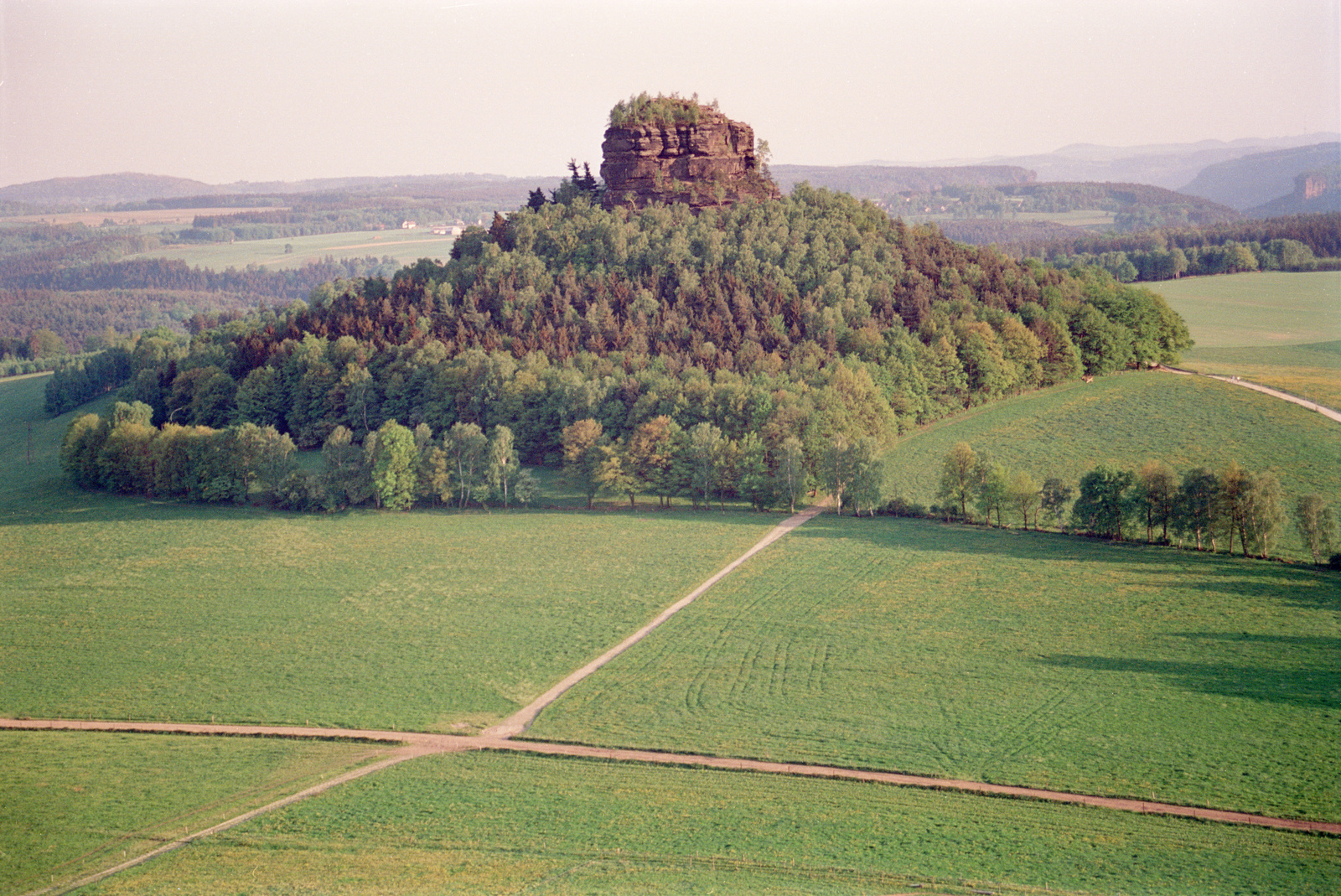
ツィルケルシュタイン山。

この絵に描かれた岩山は、ドイツ南東部のザクセン州とチェコ・ボヘミア地方にまたがるエルベ砂岩山地を絵の題材としている。フリードリヒは、他の作品と同じ様に、これらを屋外でスケッチしてからアトリエに持ち帰り、再構成して絵画に取り込んでいる。遠景右手に描かれたのはツィルケルシュタイン山であり、左手の山はローゼンベルク山かカルテンブルク山と思われる。手前の岩山はラーテン村近郊のガムリッヒ山のようであり、男の立つ岩はカイザークローネの山々である。

## 解釈

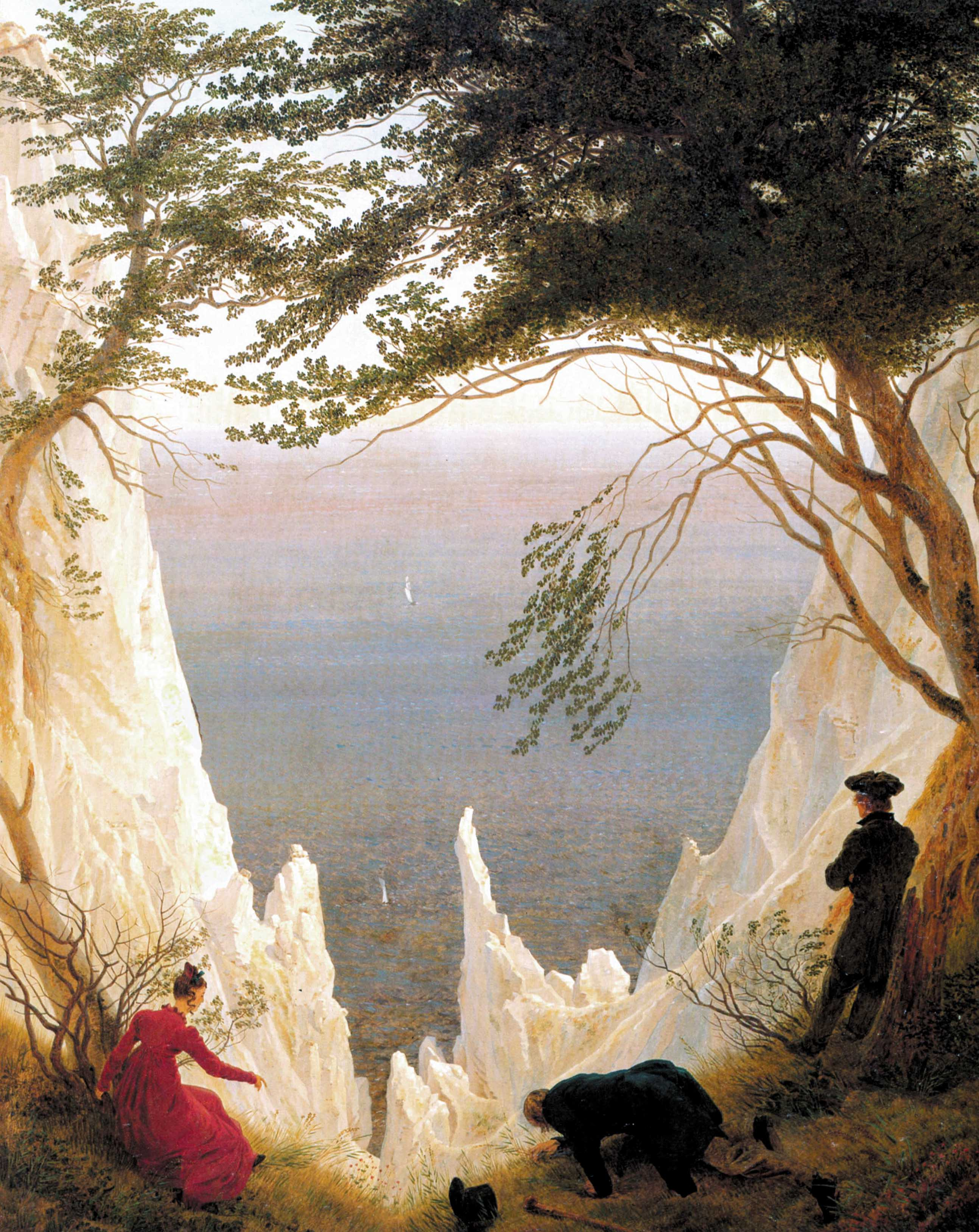
『リューゲン島の白亜岩』。『雲海の上の旅人』と同時期に描かれ、共通点も指摘される。スイス、ヴィンタートゥール、オスカー・ラインハルト美術館所蔵。

『雲海の上の旅人』は、『リューゲン島の白亜岩』や『氷の海』と同じく、ロマン主義絵画のスタイル及びフリードリヒの絵画のスタイルに忠実な絵画である。2004年、マイケル・ゴラは、この絵から伝わるメッセージはカント風の内省の一種であり、雲海の暗がりを見つめる旅人を通して表現されていると解釈した。2001年、ロン・デンボは、旅人は未来の事が分からないことの暗喩であるとして、絵に共感を示している。エール大学陸軍・海軍史教授ジョン・ルイス・ギャディスは、このロマン主義を代表する傑作に抱いた印象の矛盾についてこう述べている。
「その絵が残す印象は、風景を征服していながらそのなかに描かれた個人にはさしたる意味がないということを示唆して、矛盾したものである。顔が見えないので、若い男と向かい合う眺望が、彼を元気づけるものなのか恐怖させるものなのか、あるいはその両方なのかを知ることはできない。」—ジョン・L・ギャディス、『歴史の風景　歴史家はどのように過去を描くのか』
この作品の題名はドイツ語で『Der Wanderer über dem Nebelmeer』であるが、日本語の題名を『雲海の上の旅人』とした場合、原題の意味のいくつかが失われることになる。ドイツ語 "Wanderer" には "放浪者" （迷って目的を探そうとしている人）の意味と"ハイカー"（目的をもって旅をする人）の二つの意味がある。またドイツ語 "Nebelmeer" には "霧の海" と "海の霧" の二通りに解釈できる。このことから、この絵の邦題は『霧の海を眺めるさすらい人』、『雲海を見下ろす散策者』とも訳される。